# 박병호 (배우)
박병호(朴炳浩, 1937년 7월 28일~)는 대한민국의 배우이다. '스님 전문 배우'라고도 불린다.
KBS 1기 공채 탤런트 출신으로 1967년도에 TBC 드라마 《원효대사》를 시작으로 매년 스님 역할에 출연하여 50여 편의 작품에 스님 역할로 출연했다. 1969년 배우 최무룡과 함께 영화 제작 사업을 시작했지만 빚을 지어 빚을 갚기 위해 거리 외판원부터 밤무대 가수까지 악착같이 돈을 벌어 빚을 모두 갚을 수 있었다. 2008년 경상남도 남해군으로 귀농하였고, 2012년 명예 남해군수에 위촉되었다.

## 학력
- 한양대학교 연극영화학과(1969년 8월)

## 출연작

### 텔레비전 드라마
- 2019년 SBS 시크릿 부티크 - 운산스님 역
- 2017년 MBC 돈꽃 - 스님 역
- 2015년 MBC 밤을 걷는 선비
- 2015년 KBS 징비록 - 사명대사 역
- 2014년 KBS 정도전 - 무학대사 역
- 2009년 KBS 천추태후 - 진관 역
- 2008년 SBS 떼루아 - 강태민의 할아버지, 강 회장 역
- 2003년 MBC 회전목마 - 류 회장 역
- 2003년 KBS 무인시대 - 조영인 역
- 2001년 SBS 웬만해선 그들을 막을 수 없다 - 소방서장 역
- 2001년 SBS 여인천하 - 김전 역
- 2000년 KBS 천둥소리 - 서산대사 역
- 2000년 KBS 태조 왕건 - 형미 역
- 1998년 MBC 애드버킷 - 서울지검 검사장 역
- 1996년 KBS 용의 눈물 - 무학대사 역
- 1995년 KBS 찬란한 여명 - 박규수 역
- 1995년 KBS 서궁 - 사명대사 역
- 1994년 SBS 작별 - 시내 부(서초동 할아버지) 역 - 박사
- 1994년 KBS 다큐멘터리극장 - 여운형  역
- 1994년 KBS 한명회 - 양녕대군 역
- 1993년 KBS 먼동 - 김효순 대감 역
- 1990년 KBS 여명의 그날 - 여운형 역
- 1990년 KBS 바람소리 - 무공스님 역
- 1989년 MBC 테러리스트
- 1989년 KBS 등
- 1989년 KBS 지포리에서 생긴 일
- 1988년 KBS 하늘아 하늘아
- 1987년 KBS 토지 - 우관스님 역
- 1987년 KBS 사랑의 화원
- 1986년 KBS 뜨거운 강
- 1986년 KBS 열반제
- 1985년 KBS 방랑자
- 1985년 KBS 새벽 - 여운형 역
- 1984년 KBS 객사
- 1984년 KBS 비객
- 1984년 KBS 독립문 - 안태훈 역
- 1983년 KBS 전우 - 사단장 역
- 1982년 KBS 행복의 계단
- 1982년 KBS 지금 평양에선
- 1982년 KBS 그 여름의 이틀 - 아베 노부유키 역
- 1982년 KBS 풍운 - 유대치 역
- 1982년 KBS 서울의 지붕밑
- 1981년 KBS 지금은 사랑할 때
- 1981년 KBS 뚝쇠 장군
- 1981년 KBS 바윗골 사람들
- 1980년 TBC 무지개 가족
- 1979년 TBC 형사
- 1979년 TBC 소년 홍길동 - 허노인 역
- 1978년 TBC 내일도 푸른 하늘 - 저승사자 역
- 1978년 TBC 왕짱구
- 1978년 TBC 하얀날개
- 1978년 TBC 칸나의뜰
- 1977년 TBC 부부
- 1977년 TBC 청실홍실 - 김회장 역
- 1977년 TBC 꺼꾸리와 장다리 - 꺼꾸리의 할아버지 역
- 1975년 TBC 임금님의 첫사랑 - 양순의 큰아버지 역
- 1975년 TBC 셋방살이 - 주동재 역
- 1975년 TBC 푸른계절
- 1975년 TBC 두남편
- 1974년 TBC 총리대신 김홍집
- 1974년 TBC 인목대비 - 임해군 역
- 1974년 TBC 박주임
- 1974년 TBC 환상
- 1974년 TBC 윤지경
- 1973년 TBC 탈출
- 1973년 TBC 연화 - 연파스님 역
- 1973년 TBC 왜 왔던가
- 1973년 TBC 특명 7호
- 1972년 TBC 사모곡
- 1972년 TBC 대령집 아이들
- 1972년 TBC 극성부인
- 1971년 TBC 53세의 외출
- 1971년 TBC 카인의 수첩
- 1971년 TBC 상감마마 미워요
- 1971년 TBC 여인
- 1971년 TBC 우리누나 최고
- 1970년 TBC 비둘기 가족
- 1970년 TBC 딸
- 1967년 TBC 원효대사

### 영화
- 2022년 리멤버 - 토조 히사시 역
- 1997년 똑바로 살아라 - 똘마니 역
- 1987년 공방살 화녀 - 선비 역
- 1986년 눈짓에서 몸짓까지 - 윤 박사 역
- 1983년 얼굴이 아니고 마음입니다 - 한사장 역
- 1979년 죽음보다 깊은 잠 - 다희부 역
- 1977년 표적
- 1976년 보르네오에서 돌아온 덕팔이
- 1976년 여자들만 사는 거리
- 1976년 집념
- 1976년 젊은 도시
- 1975년 잔류첩자
- 1974년 파계
- 1974년 연화(속)
- 1974년 연화
- 1973년 엄마결혼식
- 1971년 족보
- 1970년 꼬마검객
- 1968년 아빠 아빠 우리 아빠

### 방송
- 2010년 KBS 2TV 박수홍 최원정의 여유만만

## 경력 사항
- 2012년 2월 제25대 명예 남해군수